# Christopher Cazenove
Christopher de Lerisson Cazenove (Winchester, 17 dicembre 1943 – Londra, 7 aprile 2010) è stato un attore britannico.

## Biografia
Attivo dal 1970 in teatro, cinema e televisione, è ricordato per la sua interpretazione negli anni ottanta del ruolo di Ben Carrington nella serie televisiva Dynasty (che gli valse una candidatura al Soap Opera Digest Award per il miglior attore non protagonista in una soap opera) e per il ruolo drammatico del paraplegico Donald Rose nel film La cruna dell'ago (1981), girato a fianco di Donald Sutherland.
Studiò alla Dragon School, all'Eton College e recitazione alla Bristol Old Vic Theatre School.
Sul palcoscenico e sullo schermo impersonò spesso la figura dell'aristocratico britannico e nei primi anni settanta fece il suo debutto in televisione nella serie televisiva The Regiment. Un altro suo ruolo di rilievo fu quello di Charles Haslemere nella serie britannica La duchessa di Duke Street.
Interpretò il ruolo di Athos - alias Olivier Athos de Bragelonne de la Fère - nel film La Femme Musketeer (2004).
In teatro apparve fra il 2005 e il 2008 nel ruolo di Henry Higgins nel musical My Fair Lady.

## Vita personale
Cazenove fu sposato dal 1973 con l'attrice Angharad Rees, nota per il ruolo di Demelza nello sceneggiato Poldark (1975). Dall'unione, conclusasi con il divorzio nel 1994, nacquero due figli, Linford James (20 luglio 1974 — 10 settembre 1999), morto in un incidente automobilistico nell'Essex e Rhys William (nato nel 1976). Dal 2003 fino alla morte ebbe come compagna di vita Isabel Davis.
Nel febbraio 2010 Cazenove ebbe un collasso mentre si trovava nella sua casa londinese. Trasportato d'urgenza al St Thomas' Hospital del sobborgo londinese di Lambeth, gli fu diagnosticata una crisi di batteriemia. Cazenove morì circondato dai suoi cari il 7 aprile 2010 al St Thomas's Hospital per le conseguenze della malattia. Il suo decesso avvenne sei giorni dopo quello di John Forsythe, che interpretava il ruolo di suo fratello maggiore, Blake Carrington, in Dynasty.

## Filmografia parziale

### Cinema
- 23 pugnali per Cesare (Julius Caesar), regia di Stuart Burge (1970)
- M'è caduta una ragazza nel piatto (There's a Girl in My Soup), regia di Roy Boulting (1970)
- Royal Flash - L'eroico fifone (Royal Flash), regia di Richard Lester (1975)
- Delitto all'undicesimo parallelo (East of Elephant Rock), regia di Don Boyd (1978)
- L'amante proibita (La petite fille en velours bleu), regia di Alan Bridges (1978)
- Zulu Dawn, regia di Douglas Hickox (1979)
- La cruna dell'ago (Eye of the Needle), regia di Richard Marquand (1981)
- Da un paese lontano (From a Far Country), regia di Krzysztof Zanussi (1981)
- Calore e polvere (Heat and Dust), regia di James Ivory (1983)
- Until September, regia di Richard Marquand (1984)
- Un corpo da spiare (Mata Hari), regia di Curtis Harrington (1985)
- Tre scapoli e una bimba (3 Men and a Little Lady), regia di Emile Ardolino (1990)
- Air Force - Aquile d'acciaio (Aces: Iron Eagle III), regia di John Glen (1992)
- Ritratto nella memoria (The Proprietor) , regia di Ismail Merchant (1996)
- Zone d'ombra (Shadow Run), regia di Geoffrey Reeve (1998)
- L'esecutore (Contaminated Man), regia di Anthony Hickox (2000)
- Il destino di un cavaliere (A Knight's Tale), regia di Brian Helgeland (2001)

### Televisione
- La duchessa di Duke Street (The Duchess of Duke Street) – serie TV, 15 episodi (1976-1977)
- L'ora del mistero (Hammer House of Mystery and Suspense) – serie TV, episodio 1x06 (1986)
- Dynasty – serie TV, 35 episodi (1986)
- I mulini a vento degli dei (Windmills of the Gods), regia di Lee Philips – film TV (1988)
- Amarsi sotto la pioggia (Tears in the Rain), regia di Don Sharp – film TV (1988)
- In due si ama meglio (A Fine Romance) – serie TV, 12 episodi (1989)
- Musketeers - Moschettieri (La Femme Musketeer), regia di Steve Boyum – film TV (2004)

## Doppiatori italiani
- Massimo Lodolo ne I mulini a vento degli dei